# Miletus cellarius
Miletus cellarius är en fjärilsart som beskrevs av Hans Fruhstorfer 1913. Miletus cellarius ingår i släktet Miletus och familjen juvelvingar. Inga underarter finns listade i Catalogue of Life.